# Antoni Wrona
Antoni Wrona (ur. 2003) – polski wiolonczelista.

## Nagrody
- 2024: III nagroda na Międzynarodowym Konkursie Wiolonczelowym im. Witolda Lutosławskiego[1]